# Калинович Володимир Іванович
 Володи́мир Іва́нович Калино́вич (12 грудня 1907, с. Нижній Струтинь, Долинський повіт — 19 липня 1994, м. Львів) — український історик держави і права; кандидат юридичних наук — 1955 року; багаторічний завідувач кафедри історії та теорії держави і права та декан юридичного факультету Львівського національного університету імені Івана Франка.

## Життєпис

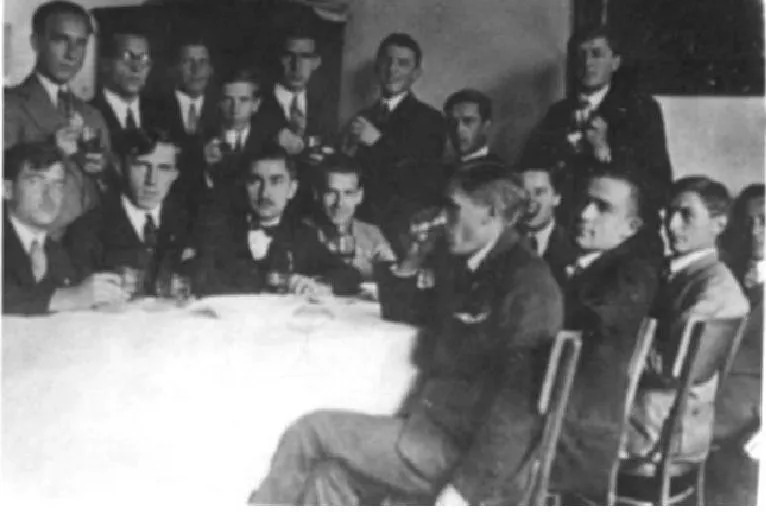
Курінна рада пластового куреня «Червона Калина». Сидять зліва направо: Степан Охримович, Володимир Калинович, Володимир Ерденберґер, Євген Пеленський, Богдан Чехут, Осип Грицак, Роман Ерденберґер, Степан Новицький, Михайло Поточняк. Стоять зліва направо: Осип Тюшка, Н, Остап Каратницький, Степан Бандера, Юліан Гошовський, Ярослав Рак, Ярослав Падох, Роман Щуровський. Львів, «Академічний дім», 21 жовтня 1928 р.

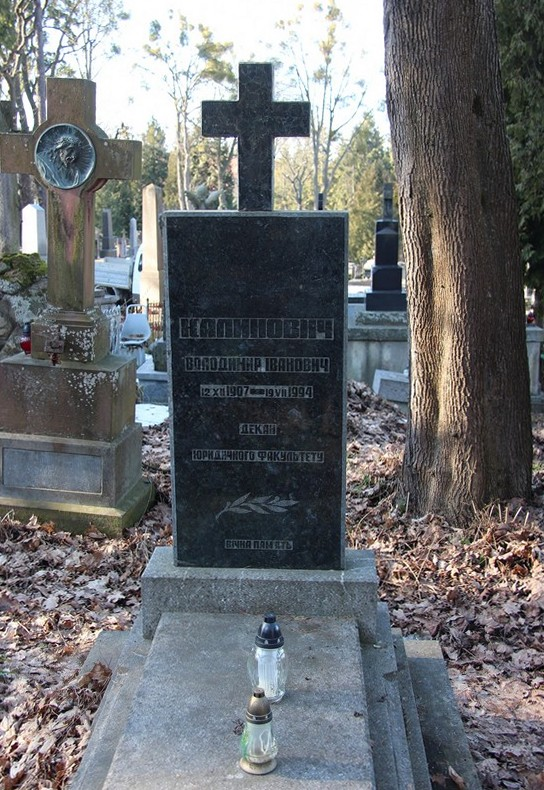
Надгробок на могилі Володимира Калиновича

У 1933 році закінчив юридичний факультет Львівського університету. Служив в Українському кооперативному банку «Дністер» та у Львівському транспортному кооперативі «Гарма».
З 1945 року працював у Львівському національного університету імені Івана Франка — викладач, старший викладач, доцент кафедри історії та теорії держави і права, заступник декана юридичного факультету.
У 1954—1960 роках — завідував кафедрою історії та теорії держави і права, та одночасно — у 1958—1962 роках — був деканом юридичного факультету Львівського університету.
У 1962 році вийшов на пенсію, продовжував працювати доцентом. У 1963 році — займав посаду відповідального редактора «Вісника Львівського університету. Серія юридична».
Досліджував проблеми історії держави і права, розробив лекційні курси.
Помер у Львові, похований на 69 полі Личаківського цвинтаря.

###### Напрацювання
1. «Колоніальний режим управління західноукраїнськими землями в Польщі (1918—1939 рр.)» — 1955 р.;
2. «Історія держави і права США» — 1965 р.;
3. «Політичні процеси Івана Франка та його товаришів» — 1968 р.

###### Іменна стипендія
У 2012 році — онук Роман Козій заснував іменну стипендію імені В. Калиновича для обдарованих студентів юридичного факультету Львівського національного університету, які відзначилися високою навчальною успішністю та науковою активністю. З того ж року за поданням стипендіальної комісії таку стипендію отримали: за 2012 р. — Є.Коваль; 2013 р.- Р. Вовчак; 2014 р.- П.Демчук; 2015 р.- К.Литвинюк; 2016 р.- І.Білас.
Похований на Личаківському кладовищі.